# Stock (azienda)
La Stock Spa è stata una azienda italiana produttrice di liquori e distillati, il cui nome proviene dal suo fondatore, Lionello Stock, che la fondò a Trieste nel 1884. A seguito dell'acquisizione, prima da parte del gruppo tedesco Eckes A.G. e poi del fondo americano Oaktree Capital Management, la società confluisce in Stock Spirits Group e nel 2012 vengono chiusi tutti gli stabilimenti italiani. Il gruppo è a sua volta rilevato nel 2021 dal fondo britannico di private equity CVC Capital Partners e ha oggi sede in Polonia.

## Storia

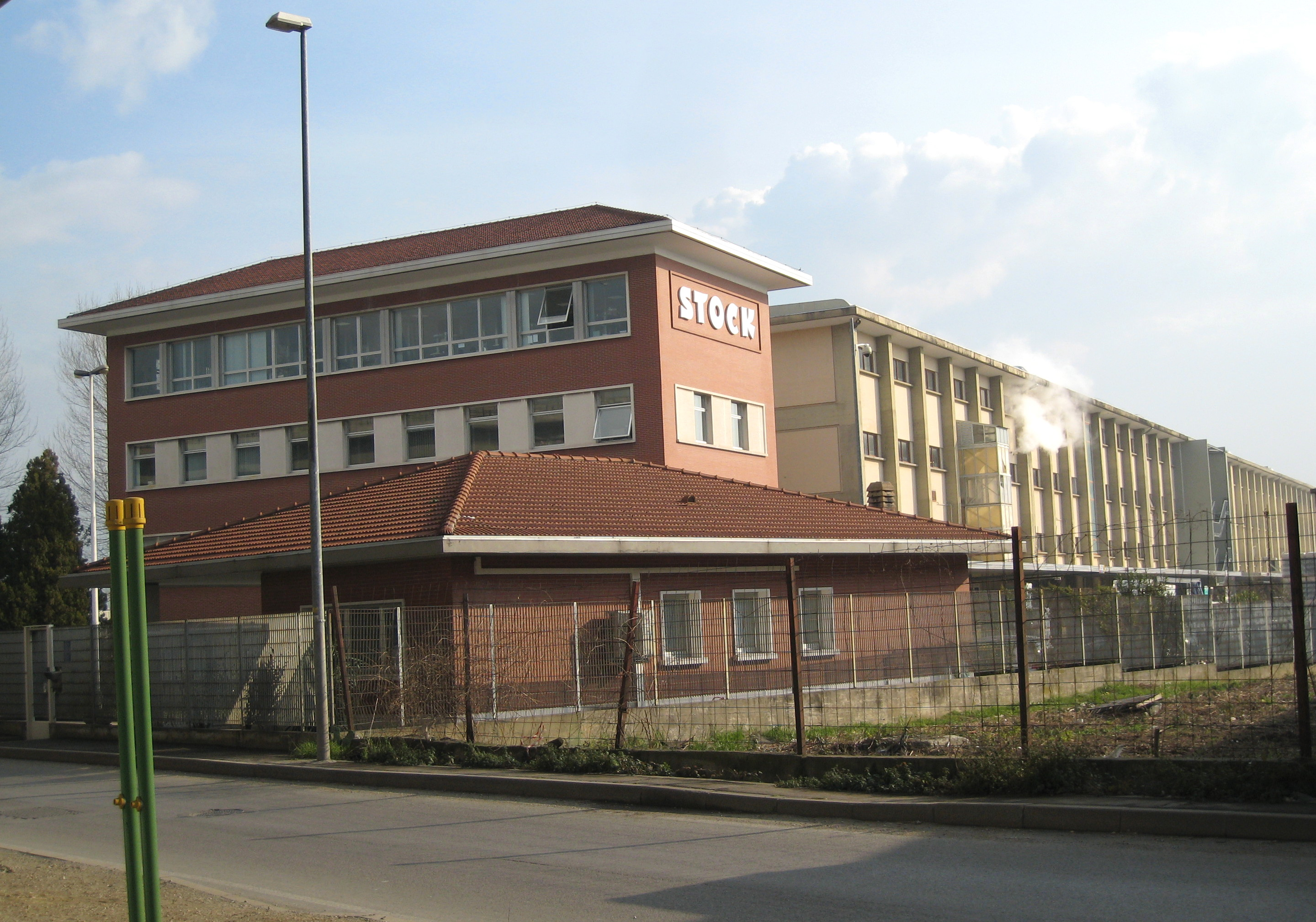
L'ultima sede della Stock a Trieste chiusa nel 2012

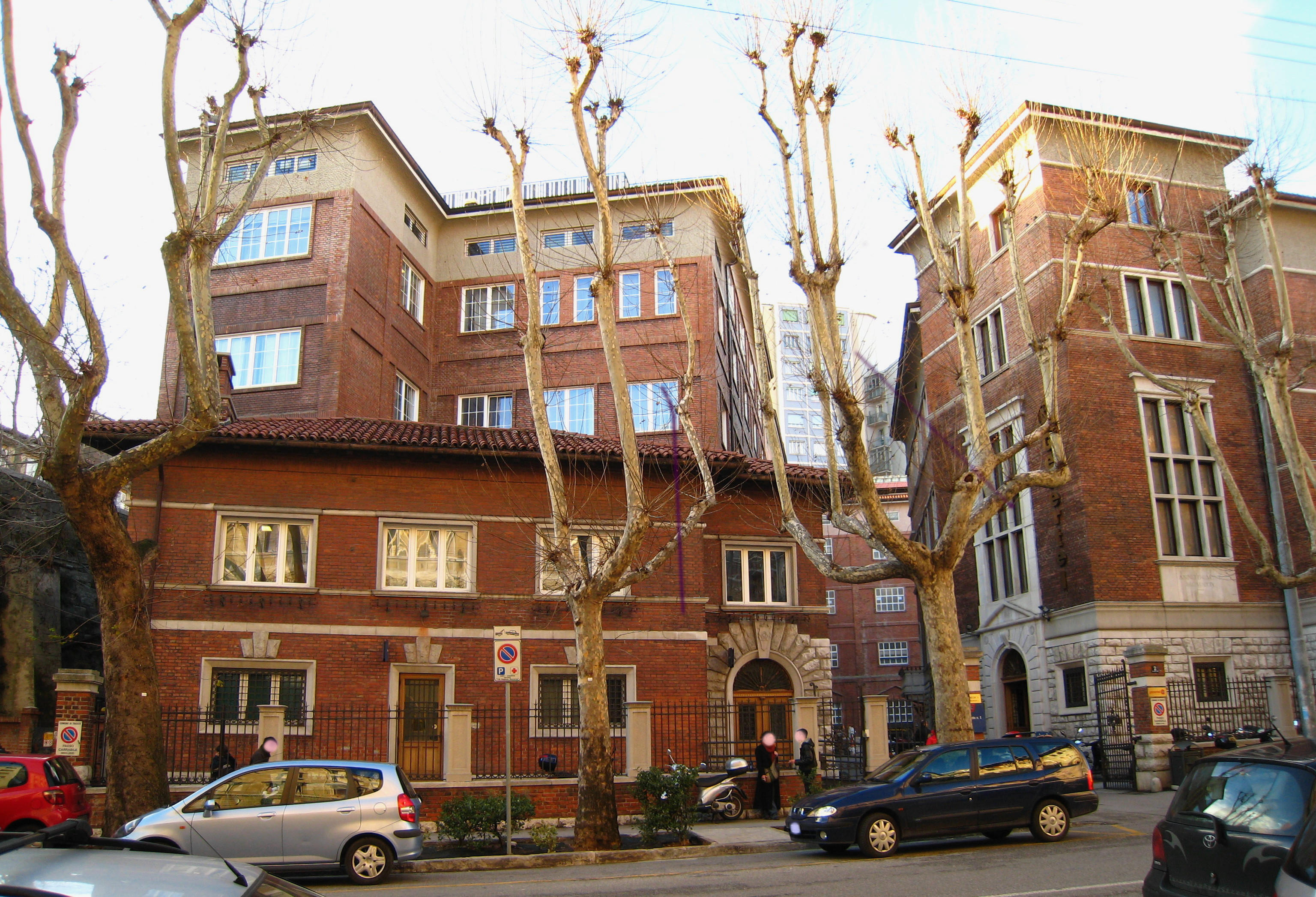
Il precedente insediamento della Stock, a Roiano, nel caratteristico complesso di mattoni rossi

La storia della società inizia dall'obiettivo di Lionello Stock di distillare in loco i vini delle zone vicine, ricercatissimi dai francesi per produrre il loro cognac, quando la peronospora distrusse i raccolti nella regione della Charente.
Nacque così il "Cognac Stock Medicinal" cui si sarebbe affiancato, nel 1935, il "1884 Cognac Fine Champagne" che, attraverso piccole modifiche in etichetta divenne, nel 1955, il "Brandy Stock 84", il prodotto leader di Casa Stock.

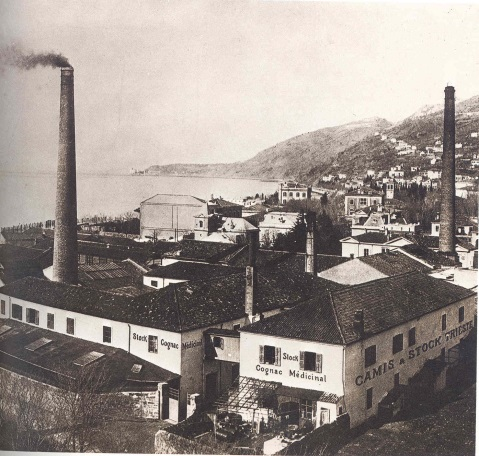
Vecchio stabilimento produttivo Camis & Stock a Barcola

Al termine della prima guerra mondiale la Stock, nata nella Trieste austro-ungarica, diventa a tutti gli effetti italiana e riesce in pochi anni a conquistare anche il mercato della Penisola.
Nuovi stabilimenti vengono costruiti in Austria, Cecoslovacchia, Ungheria, Polonia e Jugoslavia.
Altri sbocchi commerciali vengono individuati al di fuori dell'Europa: importanti distillerie sono realizzate in Egitto, Palestina, Stati Uniti e Brasile.
Il centro degli affari rimane però il vecchio continente: il successo si basa soprattutto sulla qualità dei prodotti, ma anche sul ricorso sistematico al marketing e alla pubblicità.
La seconda guerra mondiale assesta un duro colpo allo sviluppo dell'azienda. Alcuni dei più importanti stabilimenti italiani vengono distrutti, altri invece, situati nell'Est europeo, nazionalizzati. Durante il periodo bellico una parte della famiglia si rifugia a Sansepolcro (AR), dove è ospitata da don Duilio Mengozzi, che nasconde nella propria casa Emma Varadi Stock, salvandola così dalla persecuzione razziale.
Nel 1948 scompare il fondatore, Lionello Stock, ma l'azienda ha ormai tutti i mezzi necessari per superare le difficoltà del dopoguerra.
Sul brandy la Stock costruisce il proprio rilancio: tra gli anni cinquanta e sessanta l'azienda diventa una realtà produttiva internazionale, i cui prodotti sono distribuiti in 125 paesi in tutti i continenti. La gamma di mercato si allarga fino a comprendere a poco a poco vodka, whisky, grappa, amari, gin, liquori dolci, tra i quali il limoncello lanciato nel 1997 con il nome Limoncè
Nel maggio del 1995 la Stock Italia viene acquisita dalla Eckes A.G., società leader in Germania nella produzione e distribuzione di alcolici e succhi di frutta, che assume la denominazione Eckes & Stock. Quest'ultima, nel 2007, diventa proprietà del fondo americano Oaktree Capital Management, che l'anno precedente aveva rilevato la distilleria polacca Polmos Lublin.
Nel 2008 Oaktree fonde Eckes & Stock e Polmos Lublin nel nuovo gruppo Stock Spirits Group, con sede a Londra, che nel 2013 sarà quotato alla Borsa londinese London Stock Exchange e a quella ceca Prague Stock Exchange. 
Nei primi mesi del 2009 la società dà inizio a un importante piano di riorganizzazione industriale terminato con il trasferimento dell'azienda a Milano.
Dal 2012 la produzione viene completamente delocalizzata nella Repubblica Ceca, con la chiusura di tutti gli stabilimenti italiani e il licenziamento degli ultimi 28 operai e 2 manager. Nel 2019 viene rilevata Distillerie Franciacorta, specializzata nella produzione di grappa.
Nel novembre 2021 Stock Spirits Group è acquisito da CVC Capital Partners, che lo ritira dalle borse di Londra e Praga e avvia un importante piano di sviluppo con ulteriori acquisizioni di produttori di spirit in Europa. Attualmente il gruppo ha sede amministrativa a Varsavia in Polonia, filiali in sette paesi europei (quella italiana è a Milano) e otto stabilimenti di produzione fra Germania, Repubblica Ceca, Polonia, Italia (Distillerie Franciacorta) e Francia.

## Prodotti
Stock presentava un'ampia gamma di prodotti che comprendevano vodka, liquori a base di vodka, liquori, amari, brandy, vini e sciroppi, grappe i cui marchi sono stati acquisiti in seguito dal nuovo gruppo Stock Spirit Group.

### Vodka
- Keglevich-Dry: una selezione di puro grano, la cristallina acqua sorgiva di Pilsen, 6 cicli di distillazione (il doppio della ricetta precedente) e una filtrazione. Gradazione alcolica 38%
- Amundsen: una vodka dichiarata di altissima qualità e di purezza superiore, grazie all'utilizzo di acqua cristallina e grano accuratamente selezionato. Gradazione alcolica 40%

### Liquori a base di Vodka
- Keglevich Frutta: Liquori a base vodka, mixati solo con vera frutta e senza coloranti né aromi artificiali.
- Keglevich Fusion: pura vodka, con infusioni di estratti botanici selezionati.

### Liquori
- Cherry Stock, liquore al gusto di ciliegia e gradazione alcolica di 28°.
- Limoncè Classico, liquore di limone con gradazione alcolica di 25°.
- Limoncè Crema, combinazione di Limoncé e panna fresca con gradazione alcolica di 17°.
- Sambuca, liquore dolce al gusto di Anice stellato ed erbe naturali con gradazione alcolica di 40°.
- Stock 84 Orange, liquore nato dall'unione di brandy con infusione di scorza d'arance e con gradazione alcolica di 32°.
- Stock Crema 84, liquore cremoso con gradazione alcolica di 17°.
- Stock Maraschino, liquore a base di ciliegie di varietà marasca con gradazione alcolica di 30°.
- Triple Sec, un liquore cristallino con infusione di scorze d'arancia e con gradazione alcolica di 38°.

### Amaro e liquore alle erbe
- Amaro di Limoncè, liquore a base di erbe di montagna con l'aggiunta di un infuso di scorze di limoni italiani con gradazione alcolica 25°.
- Radis, Marchio storico di Stock, dal 1976 liquore a base di erbe con gradazione alcolica 32°.

### Brandy

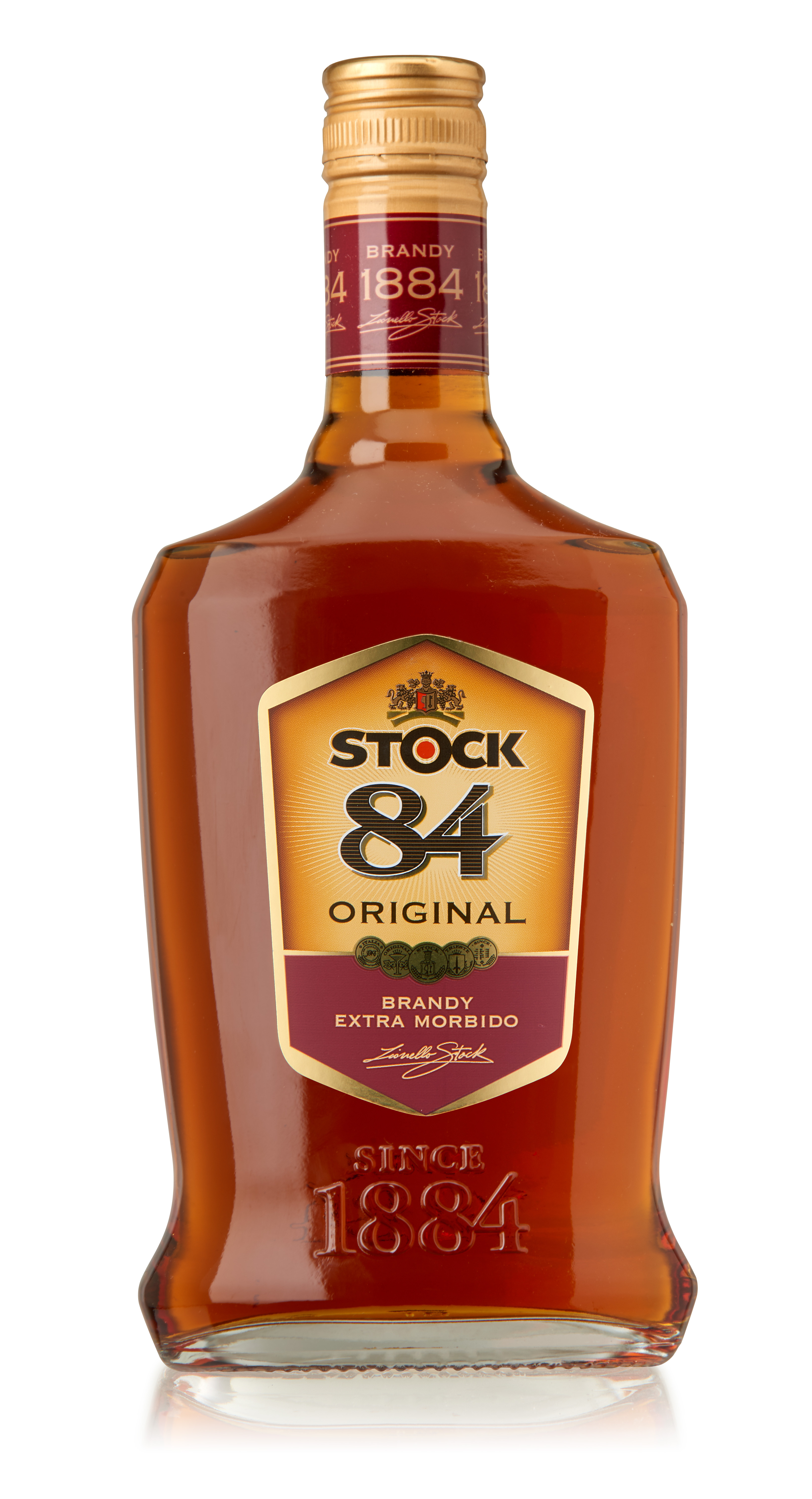
Stock 84 - Brandy

- Stock 84, distillato di vino invecchiato in botti di rovere, Brandy su cui la Stock è stata fondata, con gradazione alcolica a 38% vol.
- Stock Original, distillato di vino invecchiato in botti di rovere con gradazione alcolica 36% vol.

### Vini
- Duca D'Alba Cuvée Extra Dry, spumante fruttato bevuto prevalentemente come aperitivo con gradazione alcolica di 11°.
- Duca d'Alba Prosecco Extra Dry, prosecco morbido, fruttato con gradazione alcolica di 11°.

### Grappe
- Grappa Julia, morbida, distillato prodotto da vinacce ricavate esclusivamente da uve prodotte e vinificate in Italia o nella Svizzera Italiana. Presenta una gradazione alcolica di 40°.
- Grappa Julia invecchiata, variante caratterizzata da un lungo invecchiamento in botti di rovere. Presenta una gradazione alcolica di 40°.

### Rum
- Key Rum White, è un rum ottenuto dalla distillazione di canna da zucchero importato dai Carabi, specificamente dalle isole della Giamaica e Barbados. Presenta una gradazione alcolica di 37.5°.
- Key Rum Caribbean Dark 4YO, dopo la distillazione il rum viene posto a maturare per 4 anni in piccole botti di quercia americana. È un rum dal colore scuro, dal profumo di vaniglia e sentore di fichi. Presenta una gradazione alcolica di 37,5°.

### Vermouth
- Stock vermouth bianco, liquore aromatizzato ottenuto dal vino bianco.
- Stock vermouth rosso, liquore ottenuto dal vino bianco aromatizzato con il caramello.

Tutte le varianti presentano una gradazione alcolica di 16°.

### Gin
- Wapping Gin, distillato in cui viene messa a macerare una miscela di erbe, spezie, piante e radici. Presenta una gradazione alcolica di 38°.

## Pubblicità

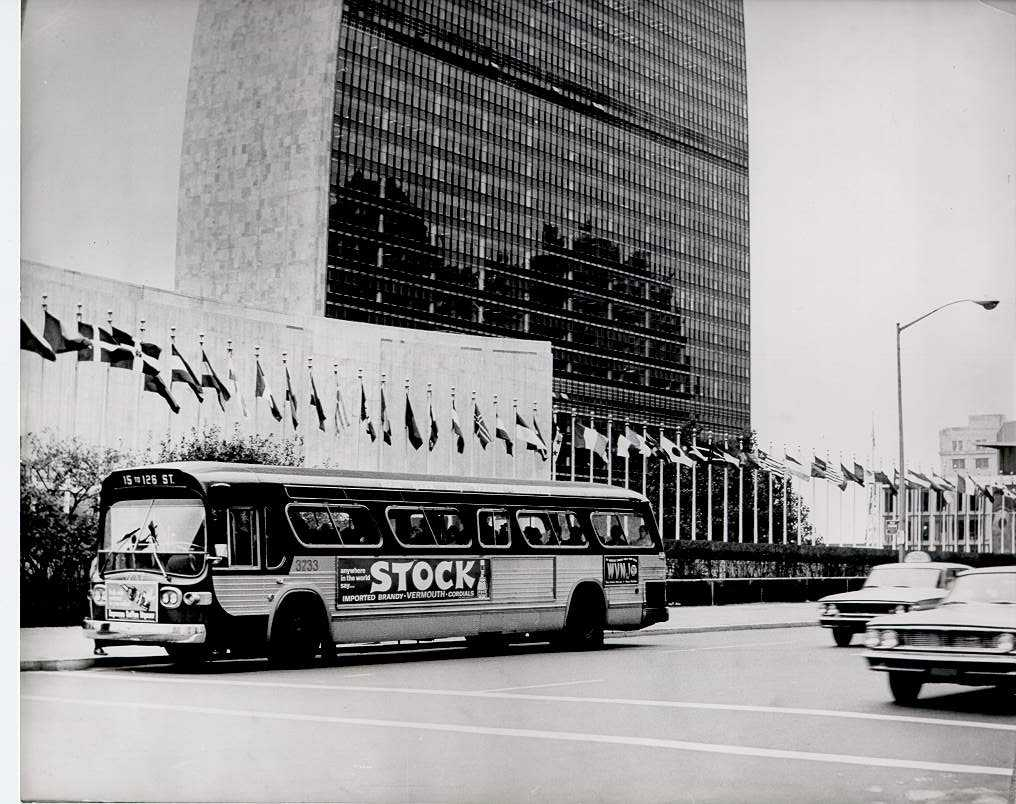
Autobus dell'epoca

Durante gli anni sessanta i primi testimonial Stock all'interno di Carosello sono Sandra Mondaini e Raimondo Vianello.
Un Carosello del 1966 viene presentato da Orson Welles e ha come coprotagonista l'attrice danese Kitty Swan, che l'anno successivo otterrà un certo successo con il film Gungala la vergine della giungla, in cui interpreta un tarzanide al femminile.
Nel 1977 uno spot dello Stock 84 con Raffaella Carrà chiude insieme ad altri l'epoca di Carosello.
Nel 1997 per lanciare il fortunato "Limoncé" la Stock ricorre alla canzone più famosa dei Fool's Garden, Lemon Tree, usata fino al 2009.
La Stock fu tra i pionieri della sponsorizzazione calcistica legando a lungo il suo nome alla trasmissione Tutto il calcio minuto per minuto; all'inizio della trasmissione, subito dopo il famoso cinguettio dell'uccellino della radio proponendo l'ascolto della trasmissione che si concludeva con la frase: "Se la squadra del vostro cuore ha vinto, brindate con Stock, se ha perso consolatevi con Stock...".

## Archivio
Molto materiale documentario e fotografico della Stock è conservato presso l'archivio di Stato di Trieste nel fondo Stock spa (estremi cronologici: 1888-2005), comprendente le Società Camis e Stock, con documentazione dal 1888; Distillerie Stock (1932-1990), Stock Cognac Medicinal (1928-1949) e Stock (1950-2005).
Nel 1966 Alberto Casali, l'allora presidente della Stock, commissionò a dodici dei più importanti maestri della figurazione italiana del Novecento altrettante opere dedicate al prodotto più conosciuto e amato della distilleria triestina, il "Brandy Stock 84". Nel progetto, chiamato "Arte e Industria", vennero coinvolti, tra gli altri, de Chirico, Guttuso, Guidi, Gentilini, Annigoni. Un'idea, quella dell'arte come veicolo pubblicitario, già attuata dalla Stock agli inizi del Novecento con Marcello Dudovich chiamato da Lionello Stock per realizzare l'immagine dello Stock Medicinal. Nel 2008 la Fondazione CRTrieste è stata protagonista del salvataggio dal rischio di smembramento di questa preziosa gemma della storia dell'arte e della comunicazione: l'intera collezione era stata infatti messa all'asta a seguito del trasferimento della sede Stock da Trieste a Milano.